# 舊城 (維德角)
舊城  是位於非洲西岸佛得角共和國聖地亚哥的一個城市。舊城過去曾經一度是佛得角的首府，但後來被普拉亚取代。佛得角於2009年第33屆世界遺產大會申請將舊城納入世界遺產名錄，最後成功通過，舊城成為佛得角至今唯一入選世界遺產名錄的景觀。

## 历史
1462年，最初发现旧城所在岛的安东尼·达·诺利将这里命名为“Ribeira Grande”（葡萄牙语意为大河）。1466年，这里成为从几内亚比绍和塞拉利昂到巴西奴隶贸易的重要港口。

## 世界遗产
2009年，旧城列入联合国教科文组织世界遗产名录，面积209.1000 ha，缓冲区面积1795.6000 ha。
该世界遗产被认为满足世界遺產登錄基準中的以下基準而予以登錄：
- （ii）在某期间或某种文化圈里对建筑、技术、纪念性艺术、城镇规划、景观设计之发展有巨大影响，促进人类价值的交流。
- （iii）呈现有关现存或者已经消失的文化传统、文明的独特或稀有之证据。
- （vi）具有显著普遍价值的事件、活的传统、理念、信仰、艺术及文学作品，有直接或实质的连结（世界遗产委员会认为该基准应最好与其他基准共同使用）。

## 人口数据
根据1990年的数据，旧城共有常住人口2,148人。
| 旧城人口统计（1990–2005） | 旧城人口统计（1990–2005） | 旧城人口统计（1990–2005） |
| ------------------------- | ------------------------- | ------------------------- |
| 1990年                    | 2000年                    | 2005年                    |
| 2148                      | —                         | —                         |

## 临近城市
- 东部：
- 东北：瑞瓦斯

## 图集

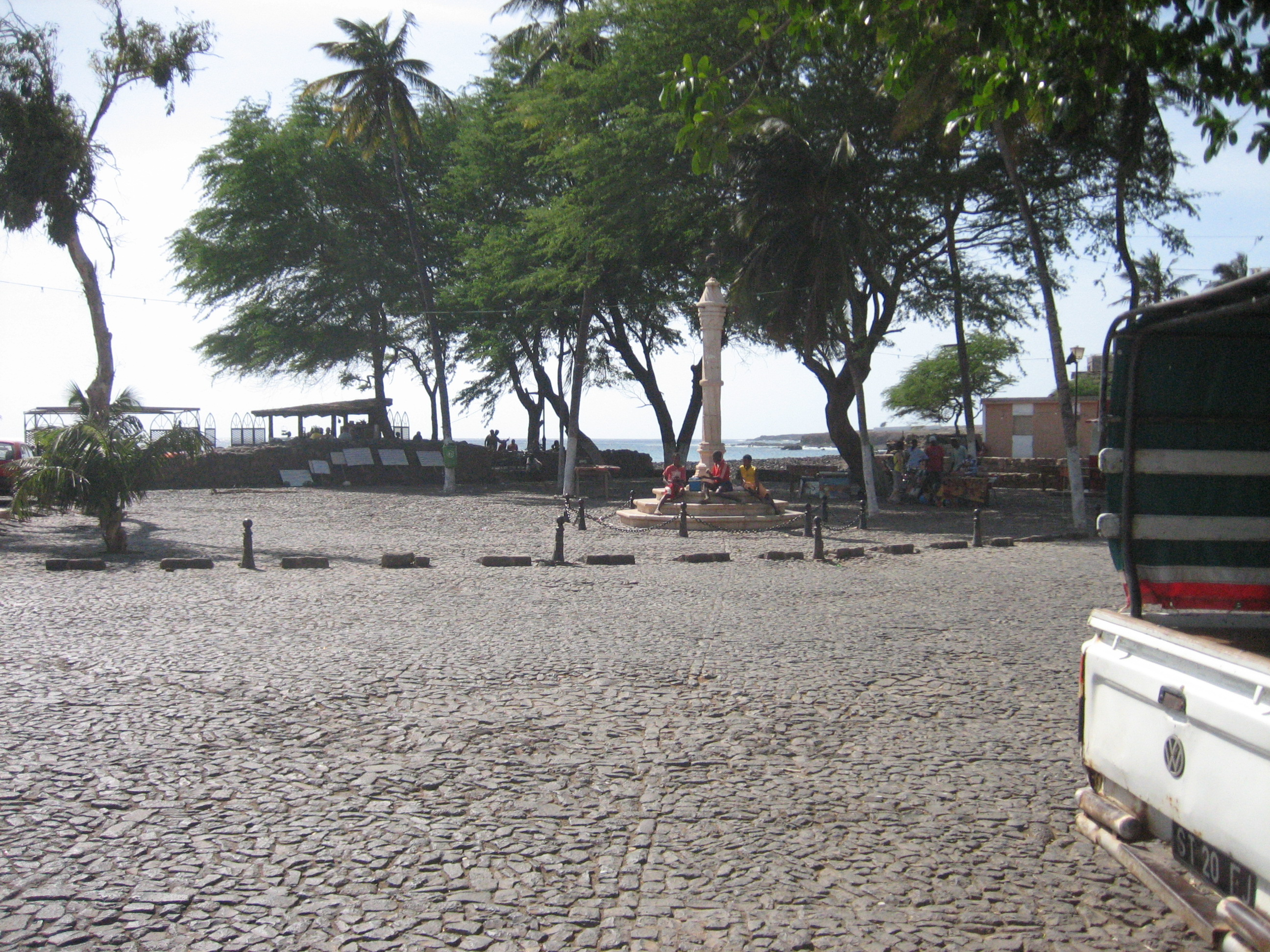
城区
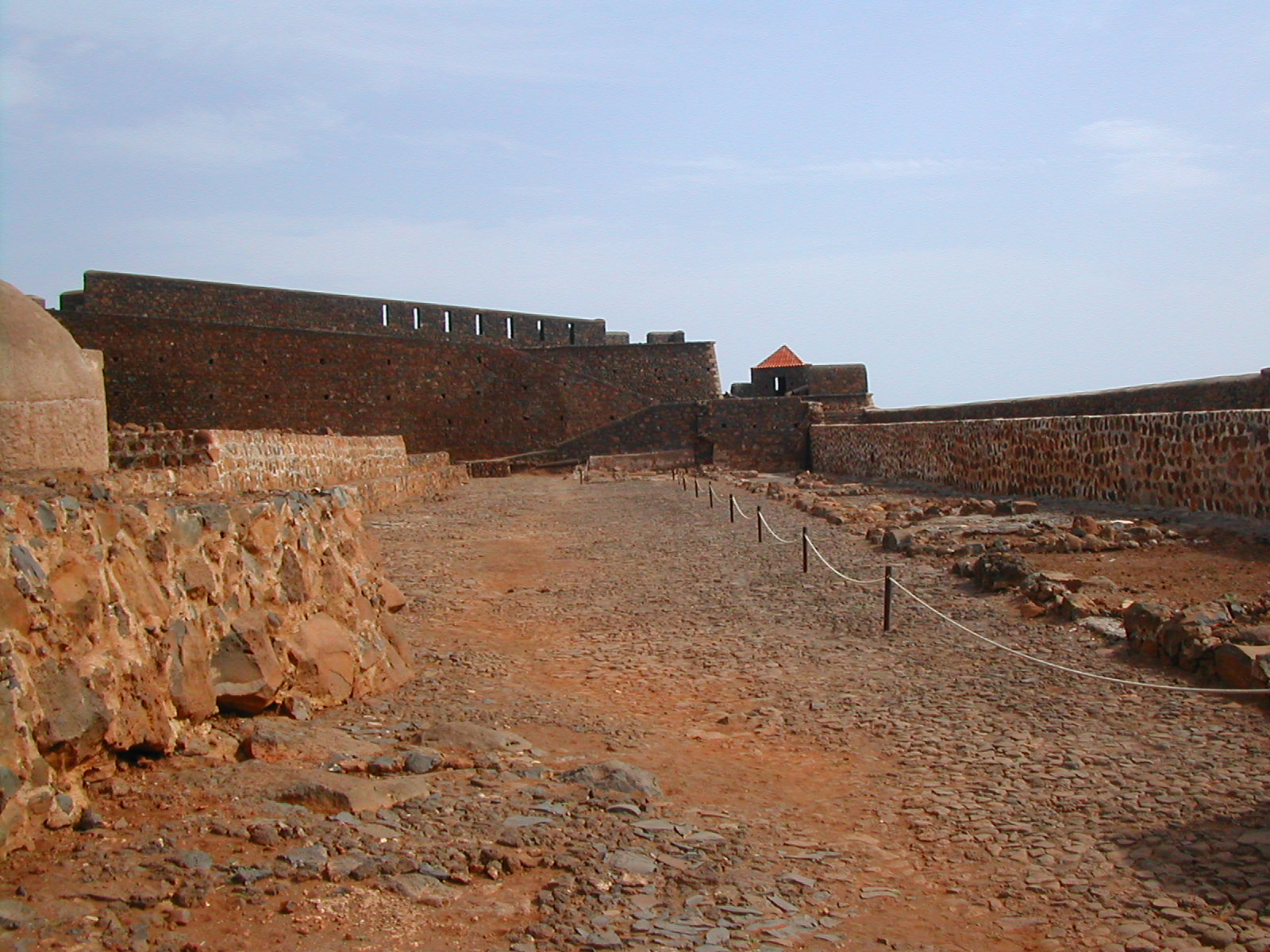
堡垒遗址